# Hyantis hodeva
Hyantis hodeva är en fjärilsart som beskrevs av William Chapman Hewitson 1862. Hyantis hodeva ingår i släktet Hyantis och familjen praktfjärilar. Inga underarter finns listade i Catalogue of Life.

## Bildgalleri

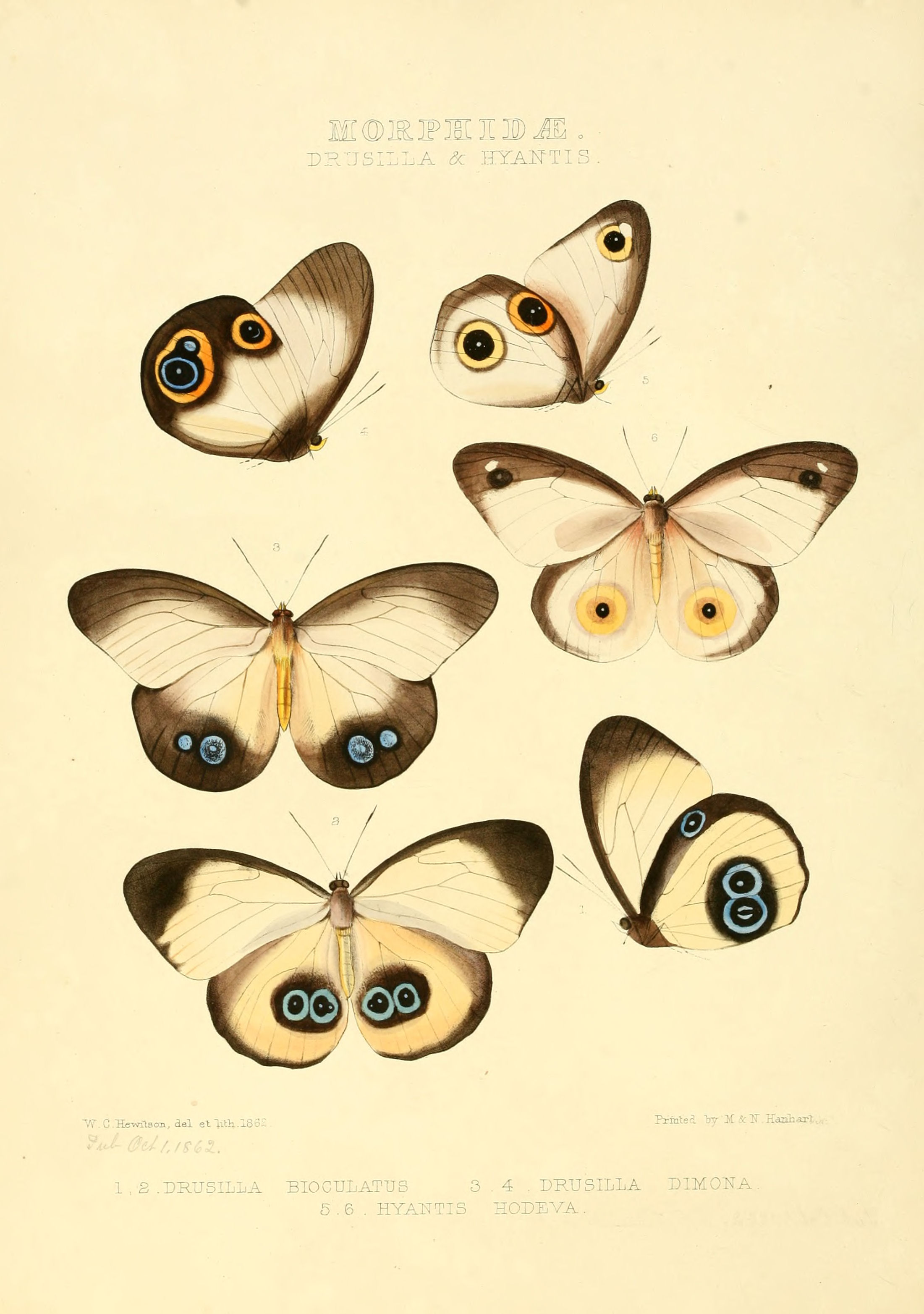